# ウルトラバッテリー

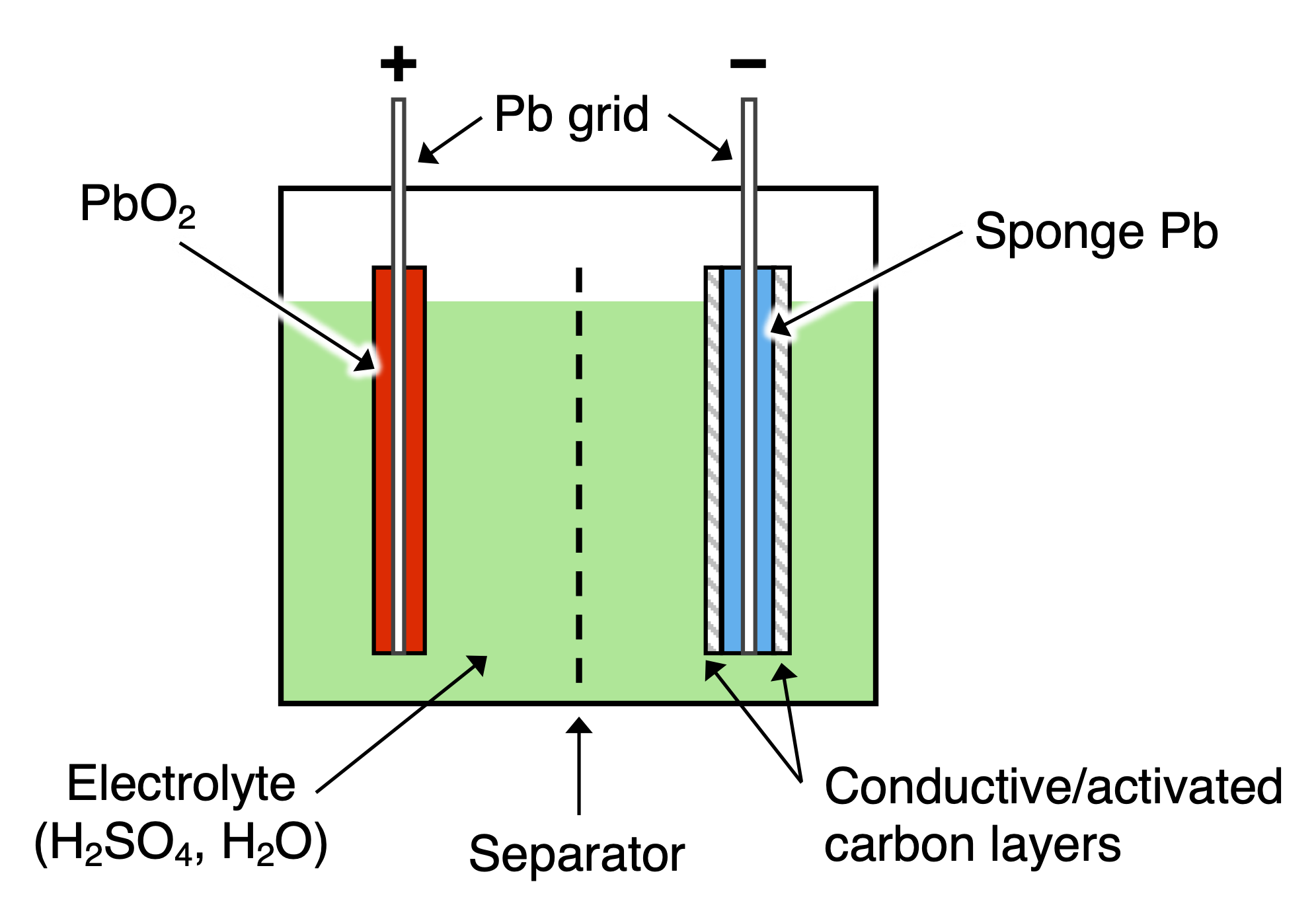
商品化されたウルトラバッテリーの構成の概略図

ウルトラバッテリー（UltraBattery）は、オーストラリア連邦科学産業研究機構（CSIRO）による発明を基に古河電池が実用化した鉛蓄電池技術を指す登録商標である。鉛蓄電池の負極活物質（海綿状鉛）を炭素素材から構成される薄層で挟み込んでいる。これによって、充電受け入れ性能が向上すると共に、サルフェーション（硫酸鉛結晶の粗大化）が抑制されて電池が長寿命化するとされる。

## 歴史
2003年、鉛蓄電池と非対称スーパーキャパシタを同一セル内で組み合わせた電池の共同開発についてオーストラリア連邦科学産業研究機構（CSIRO）の研究者から古河電池へ打診がなされた。
2004年、オーストラリア連邦科学産業研究機構（CSIRO）によって特許が取得された。同年、CSIROと古河電池が共同開発のためのライセンス契約を交わした。この「ウルトラバッテリー」の開発はオーストラリア政府による資金提供を受けた。日本政府も新エネルギー・産業技術総合開発機構（NEDO）を通じてウルトラバッテリーの開発の一部に資金を供給した。
2007年、米国のEast Penn Manufacturingが、自動車向けと据置エネルギー貯蔵装置向けにウルトラバッテリー技術を製造し、商品化するためにグローバルライセンスを取得した（古河電池が筆頭ライセンス保持者である日本とタイを除く）。
2007年、CSIROは再生可能エネルギー分野向けの大規模エネルギー貯蔵システムのためのモジュールとバッテリー管理ソフトウェアの開発研究を行う会社としてEcoultをヴィクトリア州のCleantech Ventures社と共同で設立した。Ecoultはオーストラリア政府からの支援も受けた。2010年5月、East Penn ManufacturingがCSIROからEcoultを買収した。2020年に、East Penn ManufacturingはEcoultへの投資を停止すること発表し、Ecoultは2021年1月に営業停止を発表した。
2013年4月、古河電池は日本のアフターマーケット向けにウルトラバッテリーの販売を開始した。同年11月からホンダ・オデッセイ アブソルートに、2015年4月からホンダ・ステップワゴンに新車搭載バッテリーとして採用された。

## 技術

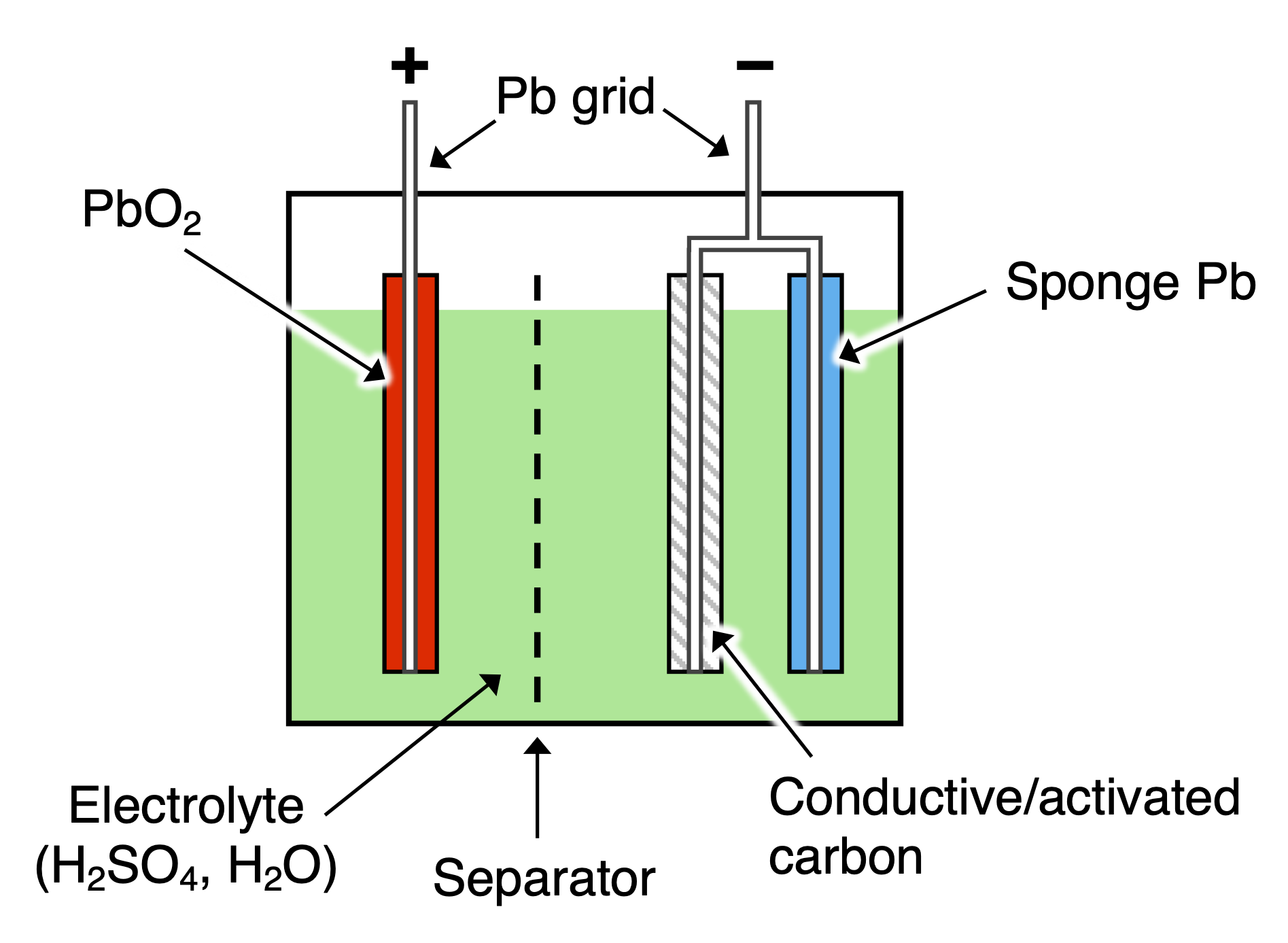
CSIROによって特許が取得された蓄電池の構成の概略図

ウルトラバッテリーは負極に、電気化学反応（酸化還元反応）を担う鉛と電気二重層キャパシタ（ウルトラキャパシタ）として機能し得る多孔質性炭素（活性炭）を組み合わせる。CSIROによる2004年の特許は独立した鉛負電極と炭素負電極が並列に接続された構成（右図）であり、過去の論文や広報資料等ではそのような図が示されていることが多かった。しかしながら、鉛電極と炭素キャパシタ電極を並列に接続しても、これらの電極間の作動電位の差によって、炭素キャパシタ電極は放電時にはほとんど寄与せず、充電時には水の電気分解によって水素を発生させてしまう。実際に古河電池によって商品化されたウルトラバッテリーは負極活物質の両面を炭素（カーボン）材料（高導電性炭素材料と高比表面積炭素材料〈活性炭〉）から成る薄層で被覆した構造をしている。
負極活物質へのカーボンの添加は硫酸鉛表面に導電パスを形成することによってサルフェーションを抑制するため一般的に行われる。ウルトラバッテリーではさらに負極活物質をカーボン層で挟んでいる。2015年の研究では活性炭は電気二重層容量をほとんど示さず、活性炭表面での還元反応{\displaystyle {\ce {Pb^2+ + 2e- -> Pb}}}（鉛の電着）が寄与していることが示されている。また、活性炭に吸着された{\displaystyle {\ce {Pb^2+}}}イオンが充電時に負極への鉛イオン供給源となることで充電受け入れ性能が向上する（通常はこの鉛イオンの供給が律速過程となり充電受け入れ性能が低下する）、と考察されている。

## 特許
- WO 2005027255, Lan Trieu Lam, Nigel Peter Haigh, Christopher G. Phyland, David Anthony James Rand, "High performance energy storage devices（高性能エネルギー蓄積装置）", issued 2004-09-16
- WO 2008113133, Lan Trieu Lam, Jun Furukawa, Toshimichi Takada, Daisuke Monua, Tetsuya Kanou, "Optimised energy storage device（最適化されたエネルギー蓄積装置）", issued 2008-03-20
- WO 2010122873, 古川淳, 門馬大輔, 高田利通, トリュー ラン ラム, ロザリー ルーエイ, ピーター ニゲル ハイフ, "鉛蓄電池用負極板の製造法及び鉛蓄電池", issued 2010-03-19
- WO 2011025058, 古川淳, 門馬大輔, 高田利通, 赤阪有一, 柴田智史, トリュー ラン ラム, ロザリー ルーエイ, ピーター ニゲル ハイフ, "鉛蓄電池用複合キャパシタ負極板の製造法及び鉛蓄電池", issued 2010-08-26

## 推薦文献
- T. Sadhasivam, Mi-Jung Park, Jin-Yong Shim, Jae-Eun Jin, Sang-Chai Kim, Mahaveer D. Kurkuri, Sung-Hee Roh, Ho-Young Jung (2019). “High charge acceptance through interface reaction on carbon coated negative electrode for advanced lead-carbon battery system”. Electrochimica Acta 295:  367–375. doi:10.1016/j.electacta.2018.10.149.